# Jan Faberski
Jan Jakub Faberski (ur. 22 kwietnia 2006 w Płocku) – polski piłkarz, występujący na pozycji skrzydłowego lub pomocnika w holenderskim klubie Jong Ajax. Młodzieżowy reprezentant Polski.

## Kariera klubowa

### Jong Ajax
W klubie Jong Ajax (drugiej drużynie klubu AFC Ajax) zadebiutował 12 sierpnia 2024 roku w meczu przeciwko drugiej drużynie PSV Eindhoven, w którym zagrał przez 90 minut.

## Kariera reprezentacyjna

### Polska U-16
23 listopada 2021 roku zadebiutował w reprezentacji Polski U-16, w której łącznie rozegrał 6 meczów i nie strzelił żadnego gola.

### Polska U-17
W 2022 roku został po raz pierwszy powołany do kadry U-17 przez trenera Marcina Włodarskiego, w której barwach zaliczył 5 meczów i nie strzelił gola.

### Polska U-19
W 2024 roku trener Wojciech Kobeszko powołał go do reprezentacji U-19 na wrześniowe mecze towarzyskie z Kazachstanem, Słowenią i Francją, w debiucie 5 września przeciwko drużynie Kazachstanu trafił do siatki, ustalając wynik spotkania na 2:0.

### Polska U-21
W 2024 roku Faberski został pierwszy raz powołany do reprezentacji Polski U-21, w której swój debiut zaliczył 17 listopada w przegranym 1:2 meczu przeciwko reprezentacji Islandii.